# 주발버섯아문
주발버섯아문(Pezizomycotina)은 균사자낭균(菌絲子囊菌, filamentous ascomycetes)을 포함하고 있으며, 자낭균문(감수 분열에 의해 생기는 포자를 자낭 안에 만드는 균류)에 속하는 아문의 하나이다.